# Paniceros
Paniceros (oficialmente en asturiano: Paniceiros) es una aldea española de la parroquia de San Fructuoso, perteneciente al concejo de Tineo, en Asturias. 

## Geografía
La localidad se sitúa a 510 metros sobre el nivel del mar, en una planicie mesetaria emplazada entre la carretera AS-219 y el pico del Cuerno. Dista 25,7 kilómetros de la villa de Tineo. Su código postal es el 33 874.

## Demografía
En el año 2000 contaba con 45 habitantes. En 2024, la entidad singular de población de Paniceros tenía empadronados 33 habitantes, todos ellos en el núcleo de población de ese nombre.

## Patrimonio
En la localidad hay una capilla bajo la advocación de San Antón Abad.

## En la literatura
Paniceros es la localidad natal del escritor Xuan Bello, quien ambientó en dicha aldea muchas de sus historias, así como uno de sus libros más reconocidos, Historia universal de Paniceiros.